# August Pfeiffer (Theologe)

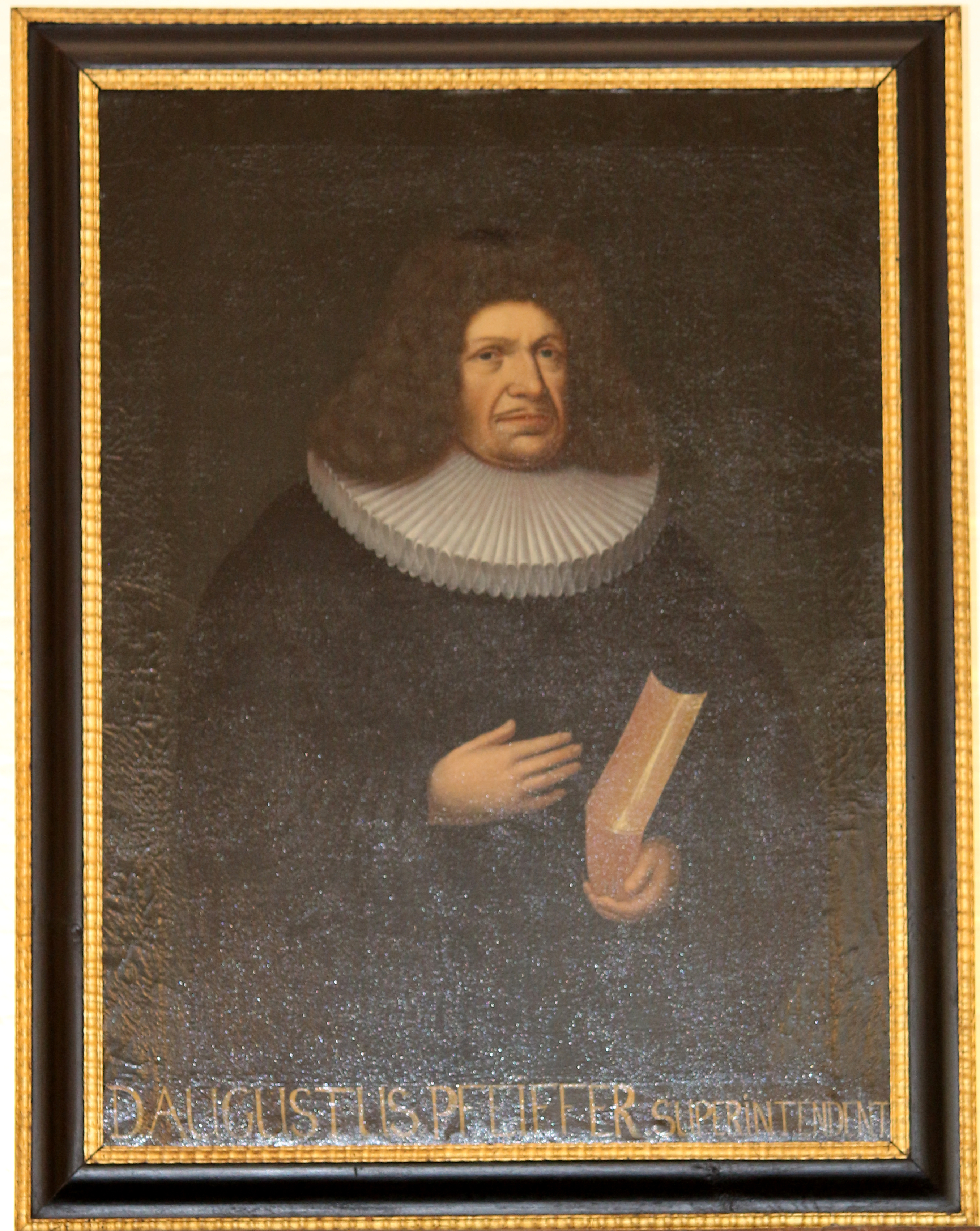
August Pfeiffer, Porträt in der Stadtbibliothek Lübeck

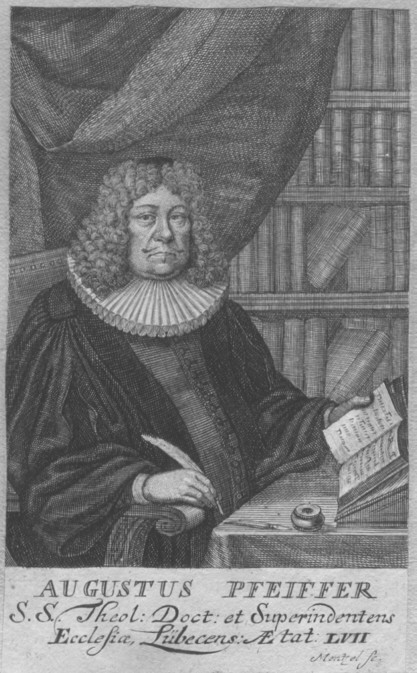
August Pfeiffer, Kupferstich von 1697

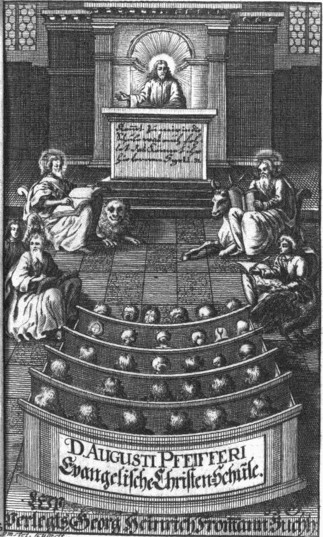
Ein Katechismus von August Pfeiffer

August Pfeiffer (* 27. Oktober 1640 in Lauenburg/Elbe; † 11. Januar 1698 in Lübeck) war ein deutscher lutherischer Theologe, Orientalist, Erbauungsschriftsteller und Superintendent der Stadt Lübeck.

## Leben
August wurde als Sohn des Zolleinnehmers Philipp Pfeiffer und dessen Frau Maria Schneider geboren. Nach anfänglicher Ausbildung durch Privatlehrer und an der Schule seiner Geburtsstadt, bezog Pfeiffer 1655 das Hamburger Johanneum und 1658 die Universität Wittenberg. Dort studierte er bei Abraham Calov und Johann Deutschmann und wurde schon 1659 zum Magister promoviert. 1665 berief man ihn in Wittenberg zum Adjunkten der philosophischen Fakultät und er wurde 1668 zum außerordentlichen Professor der orientalischen Sprachen ernannt. 1671 nahm er eine Berufung als Pfarrer im Herzogtum Oels in Schlesien an, er war zunächst in Medzibor (Mittelwalde) und 1673 in Stroppen bei Breslau tätig. Dort wurde Andreas Acoluthus sein Schüler.
1675 kehrte er nach Sachsen zurück, wurde Pastor an St. Afra in Meißen und Inspektor der kurfürstlichen Landesschule. Nachdem er 1676 das Lizentiat erworben hatte und 1678 zum Doktor der Theologie in Wittenberg promoviert worden war, wechselte er 1681 als Archidiakonus an die Thomaskirche in Leipzig, wurde 1684 ordentlicher Professor für orientalische Sprachen und erhielt eine außerordentliche Professur an der theologischen Fakultät der Universität Leipzig. 1689 berief ihn der Rat der Reichsstadt Lübeck als Superintendenten, womit eine Predigtstelle Pfarramt an der Marienkirche verbunden war. Wie seine Vorgänger, darunter Meno Hanneken, vertrat er in diesem Amt konsequent den Standpunkt der lutherischen Orthodoxie und bekämpfte alle Arten des Pietismus.

## Familie
Pfeiffer heiratete 1668 Euphrosyna Maria Hertzog, die Tochter des Pfarrers in Dresden, Mag. Johann Hertzog und dessen Frau Barbara Sabina Vollhart. Aus der Ehe stammen vier Söhne und vier Töchter:
- Maria Elisabeth Pfeiffer verheiratet 1695 mit Lic. Severus Walther Schlüter († 1697)
- Sylvius Christian Pfeiffer († in Leipzig)
- Sigismund August Pfeiffer
- Johann Ehrenfried Pfeiffer (1677–1713), Pastor in Güstrow[1]
- Euphrosyne Concordia Pfeiffer
- Johann Chrysostomus Pfeiffer († in Leipzig)
- Johanna Salome Pfeiffer
- Christiana Sophia Pfeiffer

## Wirken
Pfeiffer galt als berühmter Orientalist seiner Zeit und als bedeutender, wenn auch umstrittener Verfechter der lutherischen Orthodoxie.
Als Jugendlicher noch dem mystischen Spiritualismus Christian Hoburgs zugetan, wandte er sich schon als Student unter dem Einfluss seiner Professoren völlig davon ab. Er betonte die Rechtgläubigkeit und die Vorrangstellung des orthodoxen Luthertums sowohl gegenüber dem römischen Katholizismus (Luthertum vor Luther) als auch gegenüber den Pietisten, wobei er sich mit Philipp Jakob Spener in eine langjährige Auseinandersetzung über die christliche Hoffnung einließ.
Pfeiffers gedruckte Predigten, die allerdings nur bedingt seinen tatsächlichen Predigtstil widerspiegeln, erwecken den Eindruck eines gelehrten, aber trockenen Orthodoxen. Seine Predigten glichen mehr gelehrten Vorlesungen; sie bestanden aus einer Vielzahl von biblischen und historischen Verweisen, boten aber wenig Lebensnähe.

## Werk
Für eine unvollständige Übersicht seiner Werke bis zum Jahr 1700 siehe das Verzeichnis der im deutschen Sprachraum erschienenen Drucke des 17. Jahrhunderts. 1691 veröffentlichte Pfeiffer ein Verzeichnis seiner eigenen Schriften, das in manchen Punkten über die Angaben im VD17 hinausgeht.
Pfeiffers umfangreiches literarisches Werk hat drei Schwerpunkte: exegetische und orientalistische Studien, Streitschriften und Erbauungsschriften. Fand Schimmelpfennig in der Allgemeinen Deutschen Biographie noch, dass Pfeiffers gelehrte Arbeiten „bei weitem wichtiger als seine polemischen und ascetischen Schriften“ seien, so herrscht heute die Ansicht vor, dass er die größte Nachwirkung mit seinen Erbauungsschriften hatte.

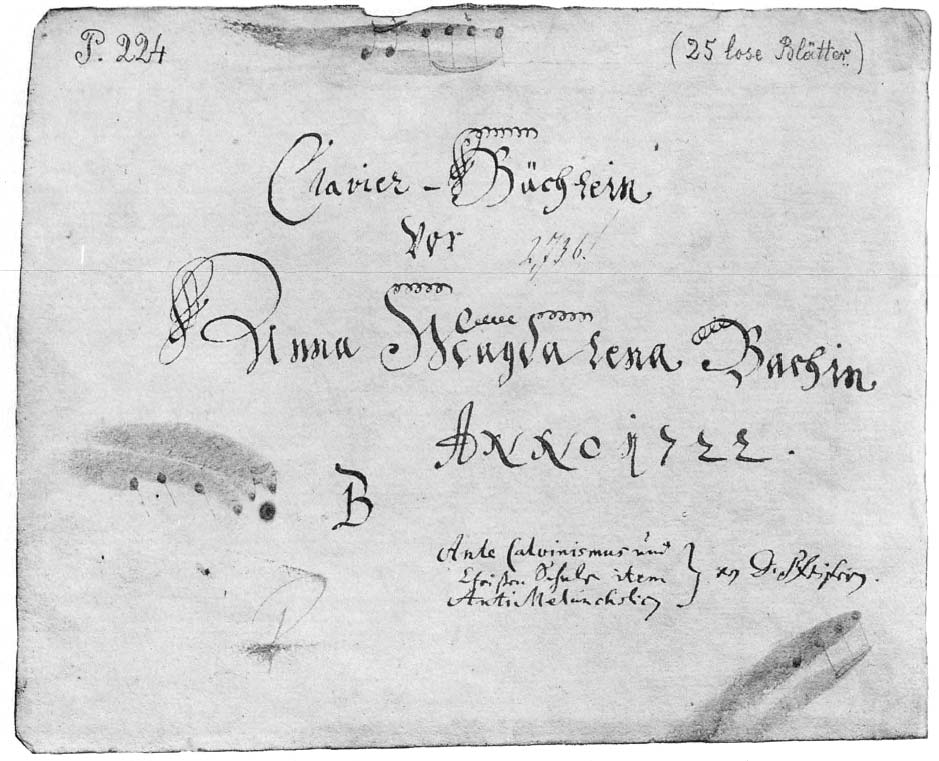
Erwähnung dreier Schriften Pfeiffers auf dem Titelblatt des Notenbüchleins für Anna Magdalena Bach

Er gilt als einer der Theologen, die Johann Sebastian Bachs Glauben und Denken stark geprägt haben. Pfeiffers Werke gehörten zu Bachs theologischer Bibliothek, und auf dem Titelblatt des Clavier-Büchleins für Anna Magdalena Bach (1722) notierte Bach die Kurztitel dreier Schriften von Pfeiffer:
- Ante [sic] Calvinismus [eigentlich Anti-Calvinismus]
- Christen Schule item
- AntiMelancholicus

Bach verwendete Pfeiffers Choral So gibst du  nun, mein Jesus, gute Nacht (ursprünglich 24 Strophen), der 1694 in das Dresdner Gesangbuch aufgenommen worden war, in BWV 412 und 501.
Digitalisate
- Der Einfältige schlechte und rechte Bauer-Glaube. Leipzig 1691 (urn:nbn:de:gbv:3:1-5009 Digitalisat des Exemplars der ULB Halle)
- Avgusti Pfeiffers/ S.S. Th. D. und Lübeckischen Kirchen Superintendentis, Anti-Calvinismus, Das ist/ Kurtzer/ deutlicher/ aufrichtiger und bescheidentlicher Bericht und Unterricht Von der Reformirten Religion : Wie weit die Reformirten/ oder insgemein genannte Calvinisten/ in ihrem Glauben und Lehre/ von uns Evangelischen abgehen/ und welcher der richtigste Weg zur gewünschten Einigkeit sey. Böckmann, Lübeck 1699 (diglib.hab.de Digitalisat des Exemplars der Herzog August Bibliothek)
- D. Augusti Pfeiffers/ Weyland Superintendentis derer Lübeckischen Kirchen/ Theologia Juridica Catechetica, oder der geistliche Rechts-Wandel. Lübeck 1700 (archive.thulb.uni-jena.de Digitalisat des Exemplars der Thüringer Universitäts- und Landesbibliothek)